# María Luisa Rendón Martell
María Luisa Rendón Martell (La Habana, 13 de septiembre de 1909 - Cádiz, 1981) fue una mujer republicana, activista del PCE, UGT y Socorro Rojo y líder de movimientos obreros. Víctima de la represión franquista, sufrió la cárcel y el fusilamiento del marido, padre y hermana. Al recuperar la libertad, ejerció de practicante y matrona.

## Biografía
Nacida en la isla de Cuba, Mª Luisa Rendón era hija de Julieta Martell Arriet y de Francisco Rendón Sanfrancisco, y tenía una hermana, dos años mayor, llamada Milagros. Su madre murió al poco de nacer ella. El padre, relojero y platero de profesión, dejó Cuba y regresó a España, instalándose en Cádiz, donde abrió un establecimiento y volvió a casarse poco después. En 1913 murió también la segunda esposa y María Luisa Rendón, de salud frágil, estuvo un tiempo ingresada en un sanatorio en Chiclana. Su padre, de ideario comunista, se preocupó por la educación de sus hijas. A principios de la década de 1920, matriculó a ambas en la Escuela de Artes y Oficios, que dependía de la Universidad de Sevilla. Más adelante, Rendón, al que todo el mundo se refería como el relojero, se trasladó a la calle Alfonso el Sabio, núm. 3, donde fundó una conocida relojería y platería llamada La Central.
En 1923 se trasladó a Cádiz desde Fuentecén (en la provincia de Burgos) un joven estudiante de medicina, Daniel Ortega Martínez, que se costeó la carrera trabajando de mecánico. Aunque inicialmente militó en las Juventudes socialistas, se unió al Partido Comunista, llegando a ser uno de sus dirigentes. Compañero y amigo de Francisco Rendón, conoció a María Luisa y se ambos casaron en 1928; en aquel momento, ella tenía tan sólo dieciocho años y él treinta. Se instalaron en el Puerto de Santa María, donde Ortega abrió su primera consulta en la calle San Bartolomé. En 1929 nació Daniel, su primer hijo y se trasladaron a la calle Riego,18 (actualmente Santa Lucía). En 1933 nació su segundo hijo: Juan.
Ortega, aparte de ejercer la medicina, desarrolló una importante labor política e impulsó la constitución de la UGT y la fundación del Socorro Rojo en la provincia de Cádiz. En 1931, tras la proclamación de la Segunda República Española, se presentó a las elecciones generales por la provincia de Córdoba, en 1933 a las legislativas por Cádiz y en 1936 fue finalmente elegido diputado en el Parlamento, formando parte de la coalición del Frente Popular. El hecho de que la familia Ortega-Rendón, con un buen nivel económico y prestigio social, fueran comunistas y apoyaran los movimientos obreros y las huelgas, fue muy reprobado por los sectores inmovilistas de la época.
El 18 de julio de 1936, con el relevo de las tropas del general Franco, Daniel Ortega se trasladó a Madrid y se incorporó al ejército republicano como consejero civil y comisario político del Estado Mayor Central, siendo uno de los creadores del Quinto Regimiento.
El mismo 18 de julio, en la sede del Gobierno Civil de Cádiz, un centenar de personas, entre ellas el padre de María Luisa Rendón y su hermana Milagros, taquimecanógrafa de veintinueve años, intentaron resistir y mantener la legalidad republicana.
El 19 de julio, una vez sofocada la resistencia republicana, la ciudad fue tomada por el Ejército Nacional, que desató la barbarie y el pillaje contra la población civil, siendo especialmente sangrientos los actos cometidos por los mercenarios marroquíes y los falangistas. La relojería-platería de Rendón fue saqueada y la vivienda, destruida. Francisco Rendón fue detenido y trasladado a la prisión provincial. Sometido a juicio sumarísimo, fue fusilado el 9 de agosto de 1936. Su hija Milagros Rendón Martell, única mujer acusada por los mismos hechos, fue vejada, encarcelada y fusilada también el 31 de agosto,dejando a su marido José Rubio Quintana,y a su hija Natividad, nacida en 1935, que moriría poco después.
El 13 de junio de 1940, María Luisa Rendón fue trasladada a la Cárcel de Mujeres de Les Corts y el 24 de julio, a la Cárcel Central de Girona. El 16 de marzo de 1941, Daniel Ortega fue sentenciado a muerte en un consejo de Guerra presidido por Manuel Aldayturriaba Prats. El 30 de junio de 1941, Rendón fue nuevamente enviada a la Cárcel de las Corts de Barcelona y el 7 de agosto, informada del fusilamiento de su marido en Cádiz.
El 17 de mayo de 1937 se inició el Procedimiento Sumarísimo de Urgencia contra Rendón, con la acusación de haber organizado a las mujeres de la Casa del Pueblo, haber apoyado las huelgas, haber alentado las Juventudes Marxistas y haber participado en salidas a la playa que atentaban contra la moral. Fue condenada a doce años de cárcel. Durante su cautiverio, que fue largo y complicado, sufrió constantes acosos y torturas psicológicas. En septiembre de 1936, fue informada de las ejecuciones de su padre y hermana y sufrió vejaciones y un simulacro de fusilamiento por parte del comandante Luis Martos, que le causó un ataque al corazón. También le fueron expoliados los bienes materiales y perdió la custodia de sus hijos. 
A primeros de marzo de 1939, el coronel Segismundo Casado, con el apoyo de los socialistas Julián Basteiro y Wenceslao Carrillo y los anarquistas Cipriano Mera y Melchor Rodríguez, conspiraron y pactaron con los integrantes de la Quinta columna de Madrid la rendición de la República. Daniel Ortega y varios miembros de las Juventudes Socialistas fueron traicionados y entregados a los Franquistas.
El 24 de Julio, María Luisa Rendón fue arrestada en su domicilio y el 26 internada en la prisión del Puerto de Santa María, quedando sus hijos, de 3 y 7 años a cargo de la criada Mercedes Gatica. Más adelante Rendón fue trasladada a prisión de Cádiz y los niños ingresados en un convento de monjas carmelitas, donde fueron bautizados. En noviembre de 1936, fueron internados en el orfanato de La Casa Matriz de los Expósitos.
En 1942, acogiéndose a la redención de pena por el trabajo, aceptó trabajar en las oficinas del Reformatorio de mujeres de Alcalá de Henares. En 1943 trabajó en la cárcel de Guadalajara y logró que Juan Gómez Rendón, su primo, fuera nombrado tutor de sus hijos.
El 15 de julio de 1943, fue trasladada a los talleres de costura de la Cárcel de mujeres de Ventas de Madrid y el 10 de agosto, salió en libertad condicional, pero con destierro, lo que le obligó a residir temporalmente en Madrid. Finalmente, después de siete años de separación, en abril de 1944 pudo reunirse con sus hijos.
En 1945 regresó a Cádiz, donde rehizo su vida y se casó con Sebastian Romero Cano, con el que tuvo dos hijas. Vivieron en Madrid, Zaragoza, Barcelona y Valencia hasta que en 1957 la familia, a excepción del hijo mayor, regresó a Cádiz, donde Rendón, pese a su precaria salud, ejerció de matrona y practicante. Falleció el 4 de enero de 1981 y fue enterrada en el cementerio de San José de Cádiz. 

## Reconocimientos
En septiembre de 1999, los dos hijos de Daniel Ortega Martínez y las dos hijas del segundo matrimonio de María Luisa Rendón hicieron incinerar los restos de sus padres y tiraron las cenizas a la bahía de Cádiz.
El 8 de marzo de 2016, con motivo del Día Internacional de las Mujeres, la Fundación Rosa Luxemburgo colocó una placa conmemorativa en el edificio de los Sindicatos del Puerto de Santa María, donde había sido ubicada la antigua Casa del Pueblo. Más tarde, en la Fundación Rafael Alberti, tuvo lugar la presentación del libro María Luisa Rendón Martillo (1936-1981) Movimiento obrero y represión franquista en el Puerto de Santa María, las investigaciones de Manuel Alminsa, Gutiérrez, Santiago Moreno Tello y Fernando Romero, con la colaboración de Pura Sánchez y Javier Maldonado.
En 2017 se estrenó el documental María Luisa Rendón: La Utopía truncada, y en 2018 Daniel Ortega Martínez, el médico comunista y proletario, fue nombrado hijo adoptivo del Puerto de Santa María.
En 2019 el Ayuntamiento de Cádiz dedicó una calle a Milagros Rendón e inauguró una ruta de memoria histórica para homenajear a las víctimas del franquismo.